# Світлана Велмар-Янкович
Світлана Велмар-Янкович (серб. Светлана Велмар-Јанковић; *29 червня 1933, Белград — †9 квітня 2014) — сербська новелістка, есеїстка та хронолог Белграда. Вона народилася на навчалася у Белграді, Королівство Югославія, де продовжувала жити разом зі своєю матір'ю та сестрою після того як її тато, Владімір Велмар-Янкович, був відправлений у вигнання до Іспанії наприкінці Другої світової війни.